# Lygromma volcan
Espèce
Lygromma volcan est une espèce d'araignées aranéomorphes de la famille des Prodidomidae.

## Distribution
Cette espèce est endémique de la province de Chiriquí au Panama,.

## Description
Les mâles mesurent de 2,63 à 3,02 mm et la femelle paratype 2,34 mm.

## Systématique et taxinomie
Cette espèce a été décrite par Platnick et Shadab en 1981.

## Étymologie
Son nom d'espèce lui a été donné en référence au lieu de sa découverte, El Hato del Volcán.

## Publication originale
- Platnick & Shadab, 1981 : « New species and records of Neotropical Gnaphosidae (Arachnida, Araneae). » Bulletin of the American Museum of Natural History, no 170, p. 189-196 (texte intégral).